# Liste der Monuments historiques in Pouilley-les-Vignes
Die Liste der Monuments historiques in Pouilley-les-Vignes führt die Monuments historiques in der französischen Gemeinde Pouilley-les-Vignes auf.

## Liste der Objekte
| Bezeichnung                                         | Beschreibung                                                  | Standort                      | Kennzeichnung | Schutzstatus | Datum | Bild |
| --------------------------------------------------- | ------------------------------------------------------------- | ----------------------------- | ------------- | ------------ | ----- | ---- |
| Gemälde Der Erzengel Michael unterwirft den Drachen | Ölfarbe auf Leinwand, 1645 von François Guérin                | in der Kirche St-Aubin (Lage) | PM25001246    | Classé       | 1908  |      |
| Skulptur Madonna mit Kind                           | Stein, 16. Jahrhundert                                        | in der Kirche St-Aubin (Lage) | PM25001247    | Classé       | 1910  |      |
| Gemälde Unterweisung Mariens                        | Ölfarbe auf Leinwand, vergoldeter Holzrahmen, 18. Jahrhundert | in der Kirche St-Aubin (Lage) | PM25002339    | Inscrit      | 2003  |      |
| Gemälde Kreuzabnahme                                | Ölfarbe auf Holz, 1615 von Jean Maublanc                      | in der Kirche St-Aubin (Lage) | PM25001245    | Classé       | 1908  |      |
| Hauptaltar                                          | Retabel; Holz, vergoldet, 18. Jahrhundert                     | in der Kirche St-Aubin (Lage) | PM25001248    | Classé       | 1945  |      |
| Skulptur Heiliger Albin von Angers                  | Holz, farbig gefasst, 17. Jahrhundert                         | in der Kirche St-Aubin (Lage) | PM25002338    | Inscrit      | 2003  |      |
| Bilderrahmen und Glorienschein                      | vermutlich vom alten Hauptaltar; Holz, 18. Jahrhundert        | in der Kirche St-Aubin (Lage) | PM25002340    | Inscrit      | 2003  |      |